# Siniperca vietnamensis
Siniperca vietnamensis är en fiskart som beskrevs av Mai, 1978. Siniperca vietnamensis ingår i släktet Siniperca och familjen Percichthyidae. IUCN kategoriserar arten globalt som otillräckligt studerad. Inga underarter finns listade i Catalogue of Life.